# Eoneustes
Eoneustes is een geslacht van uitgestorven zeereptielen, behorend tot de Crocodylomorpha. Het leefde in het Midden-Jura (Bajocien - Batonien, ongeveer 168 - 167 miljoen jaar geleden) en zijn fossiele overblijfselen zijn gevonden in Frankrijk.

## Naamgeving
Het geslacht Eoneustes werd in 2010 benoemd door Mark T. Young, Stephen Louis Brusatte, Marcello Ruta en Marco Brandalise de Andrade. De geslachtsnaam is een combinatie van het Grieks èoos, 'dageraad' en neustes, 'zwemmer'. Het geslacht combineerde twee soorten die eerder waren geplaatst in de geslachten Metriorhynchus en Teleidosaurus. 
De typesoort Teleidosaurus gaudryi was in 1906 benoemd door Louis Collot. De soortaanduiding eert Jean Albert Gaudry. Hij is gebaseerd op verschillende fossielen: het holotype NHM R.3353 (een gedeeltelijke schedel), een toegewezen exemplaar zonder gepubliceerd inventarisnummer gevonden in Côte d'Or in Bourgondië, en specimen F.S.L. 330210, een andere onvolledige schedel uit de regio Alpes-de-Haute-Provence; al deze overblijfselen zijn afkomstig uit lagen op de grens tussen Bajocien en Bathonien. Het is een synoniem van Metriorhynchus gaudryi (Collot, 1906) Mercier, 1933.
Een andere soort is Eoneustes bathonicus, wiens holotype (gevonden in de regio Calvados in Normandië en afkomstig uit lagen van het Bathonien) in 1944 tijdens de Tweede Wereldoorlog door het bombardement op Caen werd vernietigd. Het fossiel werd voor het eerst beschreven in 1933 door Jean Mercier als een Metriorhynchus bathonicus en is een synoniem van Teleidosaurus bathonicus (Mercier, 1933) Buffetaut & Thierry, 1977.

## Beschrijving
Dit dier had, ondanks dat het verwant was aan krokodillen, een heel andere anatomie: net als al zijn naaste verwanten (bijvoorbeeld Metriorhynchus en Gracilineustes), moet het een lichaam hebben gehad zonder pantser (of in ieder geval met verminderde bepantsering) en vier zeer korte ledematen (vooral het voorpaar) en omgevormd tot peddelachtige structuren. De schedel was langwerpig en aan de voorkant dunner en voorzien van conische en scherpe tanden.
In 2010 werden enkele onderscheidende kenmerken van het geslacht als zodanig aangegeven. Het bovenkaaksbeen draagt meer dan twintig tanden. De schedelbeenderen zijn sterk geornamenteerd, inclusief de snuit. De voorste en binnenste takken van het voorhoofdsbeen maken een ronde hoek. Het voorhoofdsbeen draagt als een achterste beenplaat bij aan de balk tussen de bovenste slaapvensters. De bovenrand van de oogkas wordt gevormd door het prefrontale, voorhoofdsbeen en postorbitale. De oogkas vormt een ellips. De prefrontalia tonen het begin van een verbreding boven de oogkas. De fossa antorbitalis is langwerpig, smal en schuin geplaatst, omsloten door het traanbeen, bovenkaaksbeen en jukbeen. Het pseudofenestra is omsloten door het bovenkaaksbeen en traanbeen. Het traanbeen raakt het neusbeen vooral met de voorste tak. De beennaad tussen prefrontale en neusbeen toont een opvallende uitholling op de achterste helft.

## Fylogenie
Eoneustes maakt deel uit van de Metriorhynchoidea, een groep krokodilachtige reptielen die zich tijdens het Jura goed aanpasten aan het mariene milieu. Vanwege enkele basale kenmerken in de schedel, wordt Eoneustes niet als een echte metriorhynchide beschouwd, maar als een basale vorm, misschien dicht bij de oorsprong van de groep.